# Estatmopòdids
Els estatmopòdids (Stathmopodidae) són una família de lepidòpters ditrisis de la superfamília dels gelequioïdeus (Gelechioidea) que inclou 408 espècies. Algunes classificacions la consideren una subfamília de la família Oecophoridae.

## Taxonomia
- Actinoscelis Meyrick, 1912
- Aeoloscelis Meyrick, 1897
- Arauzona Walker, [1865]
- Atrijuglans Yang, 1977
- Calicotis Meyrick, 1889
- Cuprina Sinev, 1988
- Dolophrosynella T. B. Fletcher, 1940
- Ethirastis Meyrick, 1921
- Eudaemoneura Diakonoff, 1948
- Hieromantis Meyrick, 1897
- Lamprystica Meyrick, 1914
- Minomona Matsumura, 1931
- Molybdurga Meyrick, 1897
- Mylocera Turner, 1898
- Neomariania Mariani, 1943
- Oedematopoda Zeller, 1852
- Pachyrhabda Meyrick, 1897
- Phytophlops Viette, 1958
- Pseudaegeria Walsingham, 1889
- Snellenia Walsingham, 1889
- Stathmopoda Herrich-Schäffer, 1853
- Thylacosceles Meyrick, 1889
- Thylacosceloides Sinev, 1988
- Tinaegeria Walker, 1856
- Tortilia Chrétien, 1908
- Trychnopepla Turner, 1941
- Ursina Sinev, 1988